# 지혈대

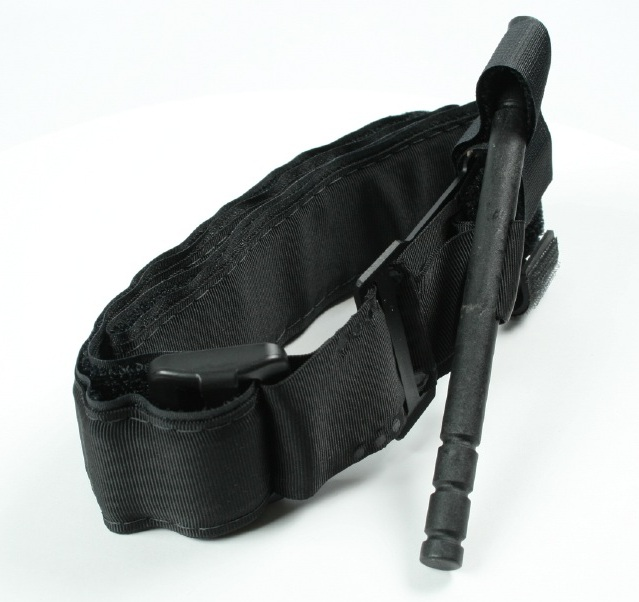

지혈대는 피의 공급을 중단시키기 위해 팔다리에 압박을 주는 목적으로 사용되는 장치이다. 응급상황, 외과수술, 수술 후 회복 시에 사용할 수 있다.
단순 지혈대는 막대기나 밧줄(또는 가죽 허리띠)로 만들 수 있지만 즉흥적으로 만드는 지혈대의 이용은 상업용/전문가용 지혈대에 비해 비효율성을 이유로 시간이 지남에 따라 감소되고 있다.

## 역사
기원전 4세기 알렉산드로스 3세의 군사작전 시기에 상해를 입은 병사들을 지혈시키기 위해 지혈대가 사용되었다.

## 같이 보기
- 지혈대 검사